# Wassili Michailowitsch Sarubin
Wassili Michailowitsch Sarubin (russisch Василий Михайлович Зарубин; * 1894 in Moskau; † 1972) war ein sowjetischer Geheimdienstoffizier.

## Leben
Von 1920 bis 1948 stand Sarubin überwiegend im Dienst der sowjetischen Auslandsspionage. Gemeinsam mit seiner Frau Elisabeta Sarubina, geborene Liza Rosenzweig, wurde er als illegaler Resident (Agentenführer) eingesetzt. Nach Kurzeinsätzen in Südamerika, Japan und den USA ging er 1927 für zwei Jahre nach Dänemark. Anschließend siedelte er mit seiner Frau nach Paris über, wo er u. a. mit der Ausspähung der antisowjetischen Allrussischen Militärunion, einem Verband ehemaliger Offiziere der Zarenarmee im Exil, befasst war. Er war 1930 an der Entführung des emigrierten Generals Alexander Kutepow in die Sowjetunion beteiligt.
In Berlin, seinem nächsten Posten (1934–1938), führte er u. a. den im RSHA für die Spionageabwehr zuständigen Gestapo-Beamten und SS-Hauptsturmführer Willy Lehmann (1884–1942). Offiziell arbeitete er in Berlin als Vertreter des US-Filmproduzenten Paramount Pictures, nach der Legende war er tschechischstämmiger US-Bürger.
Nach seiner Rückkehr nach Moskau 1939 warf ihm der neue NKWD-Chef Lawrenti Beria Spionage für die Gestapo vor. Auf der Webseite des russischen Auslandsgeheimdienstes SWR, der sich in der Tradition der sowjetischen Dienste sieht, ist vermerkt, er habe die Untersuchung „mit großer Würde“ überstanden.
Sarubin arbeitete nach Abschluss der Untersuchung in der Moskauer Lubjanka in der 7. Abteilung, die für die Balkanstaaten und Griechenland zuständig war. Anfang 1940 leitete er im Sonderlager Koselsk die Befragung der dort internierten polnischen Offiziere. Er schrieb nach seinem Aufenthalt in Koselsk eine Dienstanweisung mit genauen Instruktionen, wer von den polnischen Offizieren auf welche Weise für den NKWD angeworben werden könnte. Die überwältigende Mehrheit der in Koselsk gefangenen Offiziere hatte er allerdings nicht zur weiteren Befragung empfohlen. Diese wurden im April und Mai 1940 in Katyn erschossen. Polnische Historiker werfen daher Sarubin vor, er habe auf diese Weise zur Auslöschung der polnischen Elite beigetragen.
Von 1941 bis 1944 kam er als Resident in Washington, D.C. (als Vasily Zubilin) zum Einsatz. Vor seiner Entsendung nach Washington hatte ihm Stalin persönlich seine wichtigste Aufgabe dargelegt: gegen eine Annäherung zwischen den USA und dem Dritten Reich zu arbeiten, es dürfe auf gar keinen Fall einen Separatfrieden im Westen geben. Gleichzeitig sollte Sarubin Informanten in der amerikanischen Rüstungsindustrie gewinnen, vor allem beim Atombombenprojekt.
1943 ging bei FBI-Chef J. Edgar Hoover ein anonymer Brief auf Russisch ein, dessen Verfasser mehrere sowjetische Diplomaten als Agenten des Auslandsgeheimdienstes NKGB bezeichnete und ihre echten Namen nannte. Darunter war Sarubin alias Zubilin. Dieser sei an der Erschießung von 10.000 Polen bei Molensk (sic!, gemeint war offensichtlich Smolensk) beteiligt gewesen.
Das FBI beobachtete Sarubin, der auch Kontakte zu amerikanischen Kommunisten unterhielt und diesen nach Einschätzung der US-Behörden auf illegale Weise Geldmittel aus Moskau zukommen ließ. Er musste als Persona non grata die USA verlassen.
Er wurde zweimal mit dem Leninorden ausgezeichnet.